# Richard Mille
Richard Mille – singel polskiego rapera Young Igiego oraz rapera Otsochodzi z albumu studyjnego Konfetti. Singel został wydany 9 października 2018 roku. Tekst utworu został napisany przez Igora Ośmiałowskiego i Miłosza Stępienia.
Nagranie uzyskało certyfikat złotej płyty, przekraczając liczbę 10 tysięcy sprzedanych kopii.
Singel zdobył ponad 3 miliony wyświetleń w serwisie YouTube (2023) oraz ponad 4 miliony odsłuchań w serwisie Spotify (2023).

## Nagrywanie
Utwór został wyprodukowany przez Michała Graczyka. Tekst do utworu został napisany przez Igora Ośmiałowskiego.

## Twórcy
- Young Igi, Otsochodzi – słowa[1]
- Igor Ośmiałowski, Miłosz Stępień – tekst[1][2]
- Michał Graczyk – produkcja[1][2]